# Jiří Ženíšek (cyklistika)
Jiří Ženíšek (* 25. května 1953) je bývalý manažer a trenér, který působil nejprve v silniční cyklistice a poté i u horských kol.

## Silniční cyklistika
Roku 1994 založil cyklistický tým Husqvarna–ZVVZ, který se o 2 roky později spojil s australskou stáji Giant–AIS a vytvořil tak tým ZVVZ–Giant–AIS. V sezóně 1997 ještě stáj závodila pod australskou licencí, v roce 1998 již soutěžil s českou licencí. Jeho tým se postupně prezentoval pod názvy ZVVZ–DLD, Wüstenrot–ZVVZ a eD'system–ZVVZ
Zásadní zlom přišel na podzim roku 2005, Kdy jeho stáj kvůli finančním problémům sestoupila z divize 2A do 2B. Začátkem listopadu v týmu zůstalo už jen 7 jezdců. Celá situace vyústila tím, že byl 30. listopadu 2005 zadržen policií na základě obvinění z daňových úniků ve výši 9 milionů korun v letech 1998-2001. Tím činnost jeho stáje definitivně skončila. Obvinění byl zproštěn poté, co se zjistilo, že šlo o chybu v účetnictví manažera z Německa, který pro tým zajišťoval letenky, pobyty a starty na závodech. Následně za tuto společnost musel uhradit dvouapůlmilionovou pokutu.
V sezóně 2021 se po velmi dlouhé odmlce vrátil k silniční cyklistice jako sportovní ředitel ve slovenské Cycling Academy Trenčín.  

## Horská kola
Roku 2009 se k cyklistice vrátil, změnil však její odvětví – stal se manažerem týmu Volvo Auto Hase MTB. V týmu, který se účastnil evropských bike maratonů nebo domácího seriálu Kolo pro život, působil do roku 2013. Jeho svěřenci byli například lyžaři Lukáš Bauer a Martin Jakš, v ženské sekci tehdejšího Nissan Dolák pak v sezóně 2011 jezdila i tenistka Petra Kvitová.